# Raphael Schweda

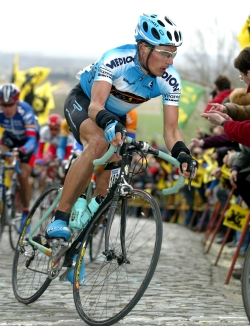
Raphael Schweda in 2002

Raphael Schweda (Rostock, 17 april 1976) is een Duits voormalig wielrenner die van 1999 tot en met 2003 actief was.

## Overwinningen
1999
- 5e etappe Rheinland-Pfalz Rundfahrt

2000
- Ronde van Neurenberg

## Resultaten in voornaamste wedstrijden
| Jaar | Ronde van Italië | Ronde van Frankrijk | Ronde van Spanje |
| ---- | ---------------- | ------------------- | ---------------- |
| 2000 |                  |                     |                  |
| 2001 |                  |                     | 131e             |
| 2002 | 78e              |                     |                  |
| 2003 |                  |                     | 104e             |

| Jaar | Milaan-San Remo | Ronde van Vlaanderen | Parijs-Roubaix | Amstel Gold Race |  | WK op de weg |  | Wereldranglijsten |
| ---- | --------------- | -------------------- | -------------- | ---------------- |  | ------------ |  | ----------------- |
| 2000 |                 |                      |                |                  |  |              |  |                   |
| 2001 | 176e            |                      |                |                  |  |              |  | 40e (UWB)         |
| 2002 | 51e             | 34e                  | 11e            |                  |  | 141e         |  | 34e (UWB)         |
| 2003 | 136e            |                      | 34e            | 32e              |  |              |  |                   |

## Ploegen
- 1999: Team Nürnberger
- 2000: Team Nürnberger
- 2001: Team Coast
- 2002: Team Coast
- 2003: Team Coast tot 09-05
- 2003: Team Bianchi vanaf 23-05